# Ульянов Дмитро Сергійович
Дмитро Сергійович Ульянов (нар. 1 грудня 1993, Запоріжжя, Україна) — український футболіст, захисник «Вікторії».

## Кар'єра гравця
У футбол розпочинав грати в СДЮШОР запорізького «Металурга» у тренера Андрія Максименка. Під час виступів у чемпіонаті ДЮФЛ був капітаном команди свого віку. Після завершення навчання залишився в структурі «металургів». Грав у другій лізі за «Металург-2». Після розформування цієї команди грав за «козаків» в молодіжній першості, поступово ставши одним з лідерів дубля і кандидатом на потрапляння в першу команду.
У Прем'єр-лізі дебютував 26 травня 2013 року в грі останнього туру проти «Динамо», замінивши в доданий час Юрія Штурка. Наступного разу в складі першої команди Ульянов зіграв лише в жовтні наступного року, після чого став регулярно з'являтися в матчах вищого дивізіону. На наступному зимовому зборі «металургів» отримав травму, через яку пропустив всю весняну частину чемпіонату 2014/15.
8 квітня 2016 року був заявлений командою першої ліги «Гірник-Спорт» для участі в чемпіонаті.

## Стиль гри
Олександр Прошута, оглядач порталу Football.ua в лютому 2013 року так охарактеризував Ульянова: «Головний плюс Ульянова — непоступливість у єдиноборствах. Просто так пройти себе цей невеликий хлопець не дасть нікому. Додамо до цього непогану тактичну виучку й отримаємо цілком готового до великих битв захисника. За останній час 19-річний оборонець поліпшив і свої швидкісні дані, чим відверто не виділявся раніше. Головний мінус Ульянова — антропометрія».